# Zdeněk Váňa (archeolog)
Zdeněk Váňa (13. února 1924 Čakovičky – 30. ledna 1994 Praha) byl český archeolog.

## Život
Po maturitě na libeňském gymnáziu byl v roce 1944 jako člen ilegální skupiny Svazu československé mládeže zatčen a vězněn v Drážďanech, odkud se mu podařilo při zničujícím náletu v únoru 1945 uprchnout. Po druhé světové válce začal studovat na Filozofické fakultě v Praze archeologii a nejstarší dějiny u profesorů Jana Eisnera, Jana Filipa a Václava Chaloupeckého. Už jako student začal pracovat jako archeolog v Krajském muzeu v Teplicích, a tím se dostal k výzkumu slovanských hradišť v Bílině, Zabrušanech, Levousích a Vlastislavi. Ve výzkumech pokračoval i poté, co v roce 1953 přešel k profesoru Janu Eisnerovi do Slovanského ústavu ČSAV v Praze a po jeho reorganizaci v roce 1964 do Archeologického ústavu. V té době začal zkoumat i slovanská hradiště na Kladensku, nejprve Libušín a od roku 1972 Budeč.
Výsledky svých výzkumů publikoval v odborných časopisech, jako jsou Památky archeologické a Archeologické rozhledy nebo knižně. V roce 1973 vydal v edici Památníky naší minulosti knihu Přemyslovský Libušín. Historie a pověst ve světle archeologického výzkumu. Spolu se svým kolegou z výzkumu na Budči Milošem Šollem připravil v roce 1983 v kladenském muzeu výstavu o Budči a společně napsali brožurku Budeč – památník českého dávnověku. Až posmrtně byl vydán jako kniha text připravený původně do Památek archeologických Přemyslovská Budeč.
Zdeněk Váňa kromě publikování výsledků svých archeologických výzkumů vydával i knihy se širším zaměřením. Přehledem výsledků archeologického bádání o slovanském dávnověku je jeho kniha Objevy ve světě dávných Slovanů a Svět dávných Slovanů, kterou vydala Artia v překladech do několika světových jazyků. Už před tím ale vyšla Váňova práce Einführung in die Frühgeschichte der Slawen, používaná řadu let na zahraničních universitách jako nezbytná příručka pro studium tohoto tématu. Kromě archeologie se Zdeněk Váňa soustavně zabýval i filozofií, k níž měly blízko jeho práce Svět slovanských bohů a démonů a její německá verze Mythologie und Götterwelt der slawischen Völker. To bylo v době, kdy byla Zdeňku Váňovi svěřena funkce předsedy Antroposofické společnosti v České a Slovenské republice. V jejích tiskovinách pak Zdeněk Váňa publikoval články z oblasti duchovědné, nejen o podstatě antroposofie, ale i o jejím vztahu ke katolictví nebo k indické filozofii.